# The Breadwinner
The Breadwinner is een Canadees-Iers-Luxemburgse animatiefilm uit 2017, geregisseerd door Nora Twomey en gebaseerd op het gelijknamige kinderboek uit 2000 van Deborah Ellis.

## Verhaal
De 12-jarige Parvana woont in Afghanistan tijdens het taliban-regime. Haar vader, een intellectueel, is de enige kostwinner van de familie die ten onrechte opgesloten wordt in de gevangenis. Parvana heeft zich zelf als jongen  verkleed in een poging genoeg geld te verdienen om haar moeder en de andere kinderen te kunnen voeden.Ze heeft dan zelf er voor gekozen om haar jurk te verkopen. Ondertussen probeert ze samen met haar vriendin Shauzia uit te vinden of haar vader nog in leven is.

## Stemverdeling
| Personage                                         | Engelse stem     |
| ------------------------------------------------- | ---------------- |
| Parvana / Aatish                                  | Sara Chaudry     |
| Shauzia / Deliwar                                 | Soma Bhatia      |
| Idrees / Sulayman                                 | Noorin Gulamgaus |
| Nurullah                                          | Ali Badshah      |
| Eigenaar van oven                                 | Kane Mahon       |
| Fattema                                           | Laara Sadiq      |
| Soraya                                            | Shaista Latif    |
| Tovenares / vrouw op binnenplaats                 | Kanza Feris      |
| Razaq                                             | Kawa Ada         |
| Darya / Vruchtensapverkoper / Gevangenisdirecteur | Ali Kazmi        |

## Productie
In mei 2016 werd aangekondigd dat de productie van de animatiefilm The Breadwinner van start gegaan was onder regie van Nora Twoney en met Angelina Jolie (Jolie Pas Productions) als executive producer. De film is een coproductie van Aircraft Pictures (Toronto, Canada), Melusine Productions (Luxemburg) en Cartoon Saloon (Ierland).

### Release en ontvangst
The Breadwinner ging op 8 september 2017 in première op het internationaal filmfestival van Toronto. De film kreeg positieve kritieken van de filmcritici met een score van 94% op Rotten Tomatoes, gebaseerd op 89 beoordelingen.

## Prijzen en nominaties
De belangrijkste:
| Jaar | Prijs                  | Categorie                | Genomineerde(n)                                                            | Uitslag     |
| ---- | ---------------------- | ------------------------ | -------------------------------------------------------------------------- | ----------- |
| 2018 | Canadian Screen Awards | Beste geluid             | Nelson Ferreira, John Elliot, J. R. Fountain, Dashen Naidoo, Tyler Whitham | Gewonnen    |
| 2018 | Canadian Screen Awards | Beste bewerkte script    | Anita Doron                                                                | Gewonnen    |
| 2018 | Canadian Screen Awards | Beste filmmuziek         | Mychael & Jeff Dana                                                        | Gewonnen    |
| 2018 | Canadian Screen Awards | Beste filmsong           | "The Crown Sleeps" (Qais Essar en Joshua Hill)                             | Gewonnen    |
| 2018 | Academy Awards         | Beste lange animatiefilm | Beste lange animatiefilm                                                   | Genomineerd |
| 2018 | Critics' Choice Awards | Beste animatiefilm       | Beste animatiefilm                                                         | Genomineerd |
| 2018 | Golden Globe Awards    | Beste animatiefilm       | Beste animatiefilm                                                         | Genomineerd |